# Athous cervicolor
Athous cervicolor là một loài bọ cánh cứng trong họ Elateridae. Loài này được Heyden miêu tả khoa học năm 1880.